# Лубня (Ужгородський район)

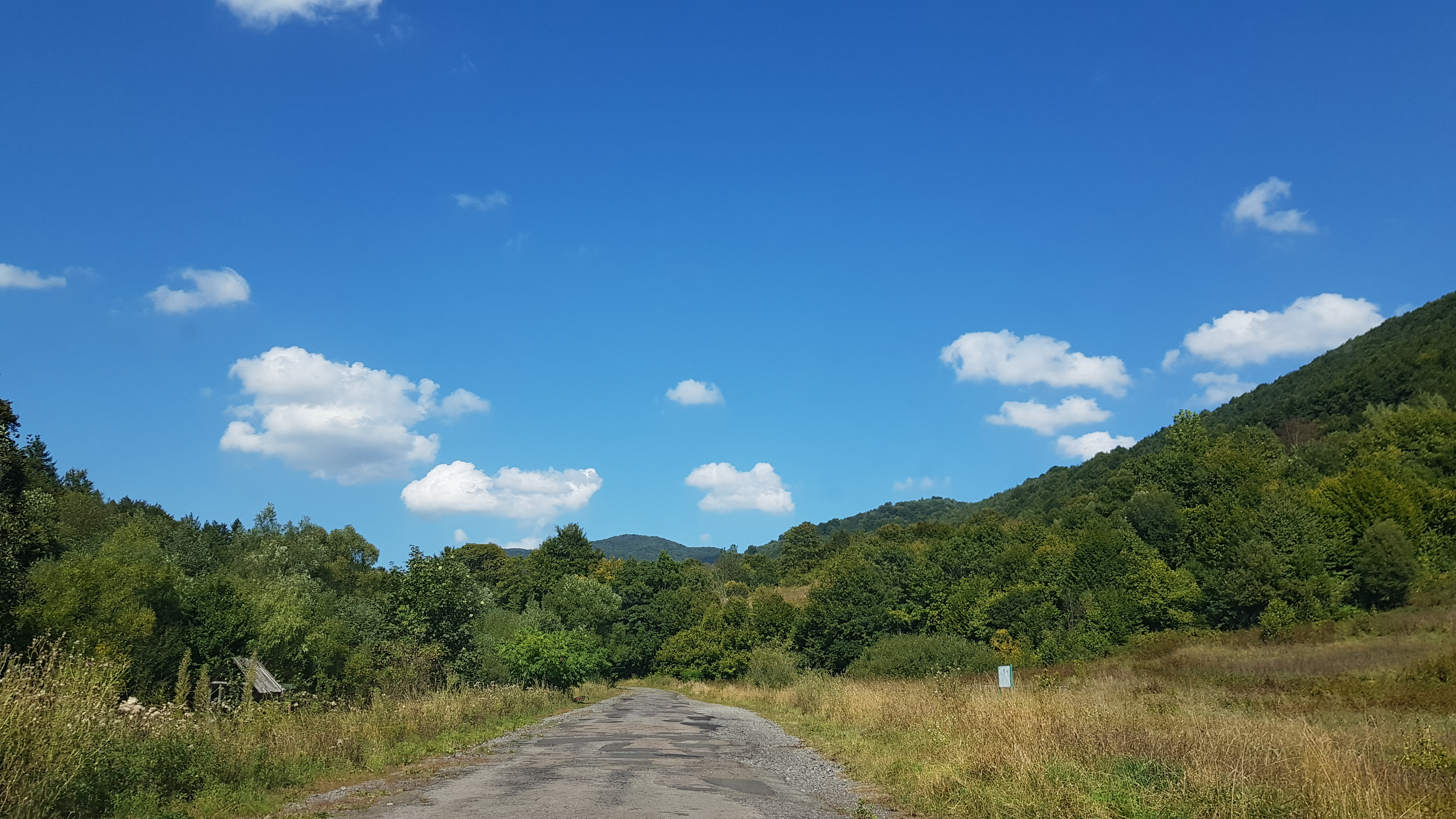

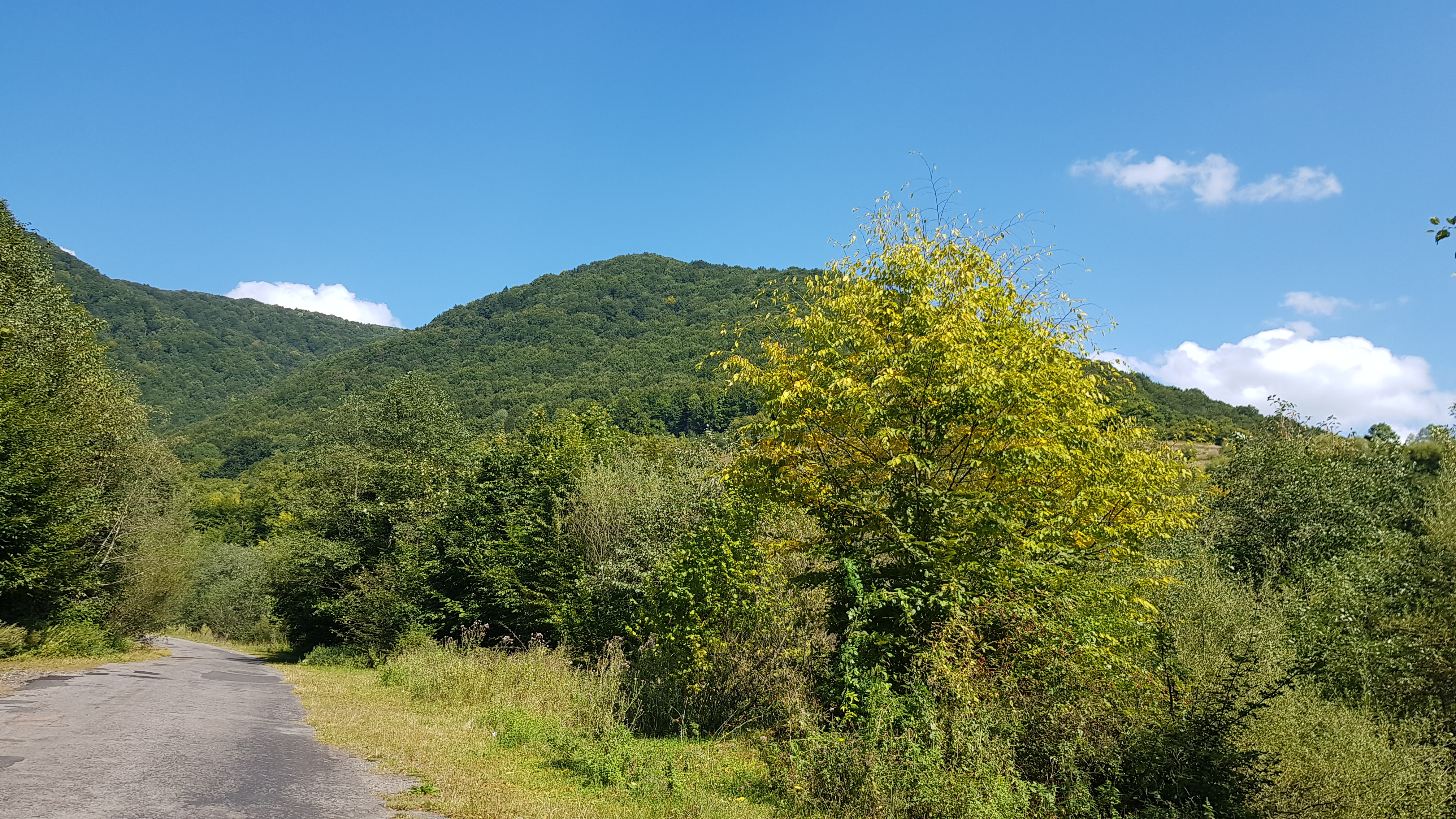

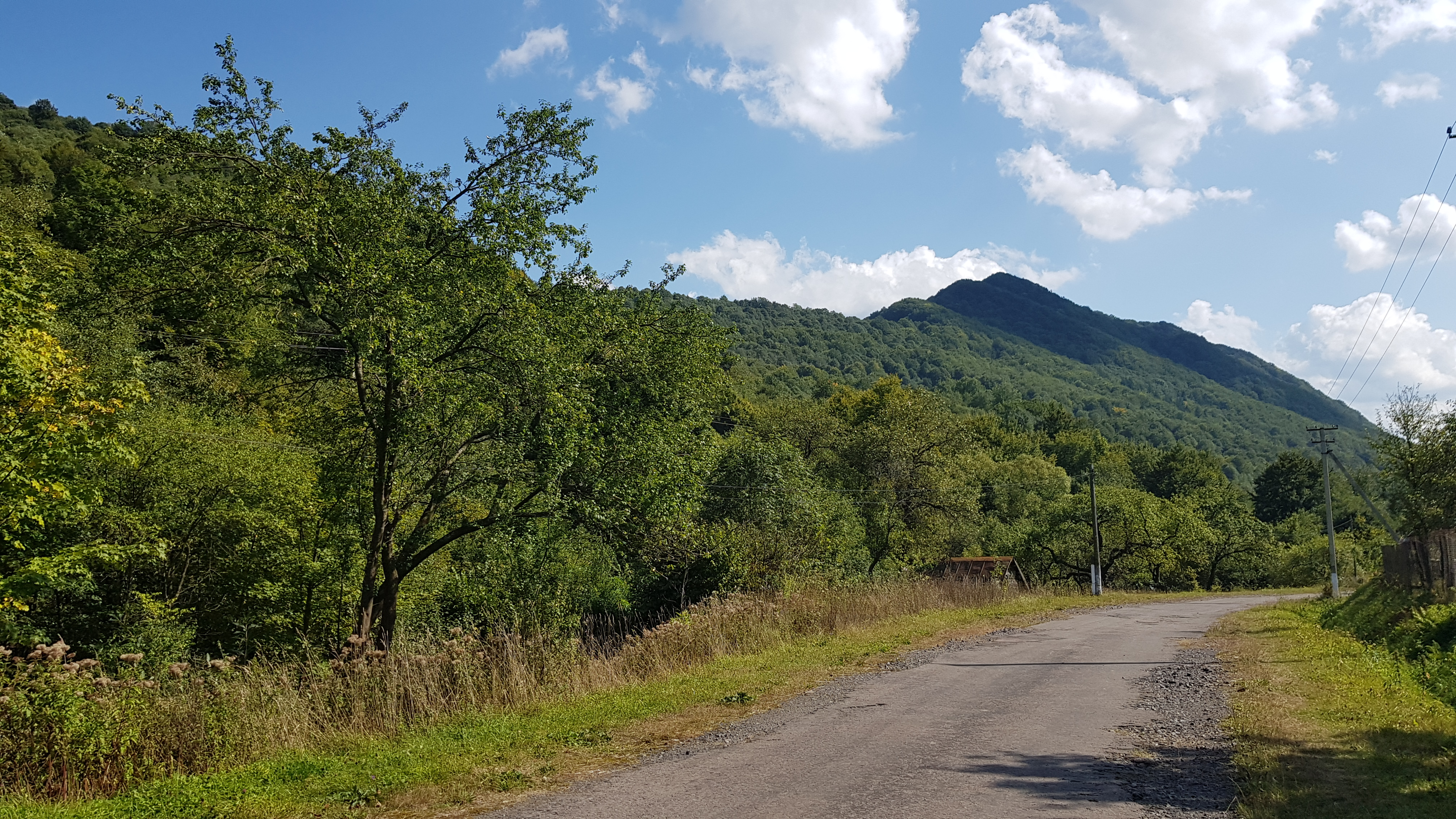

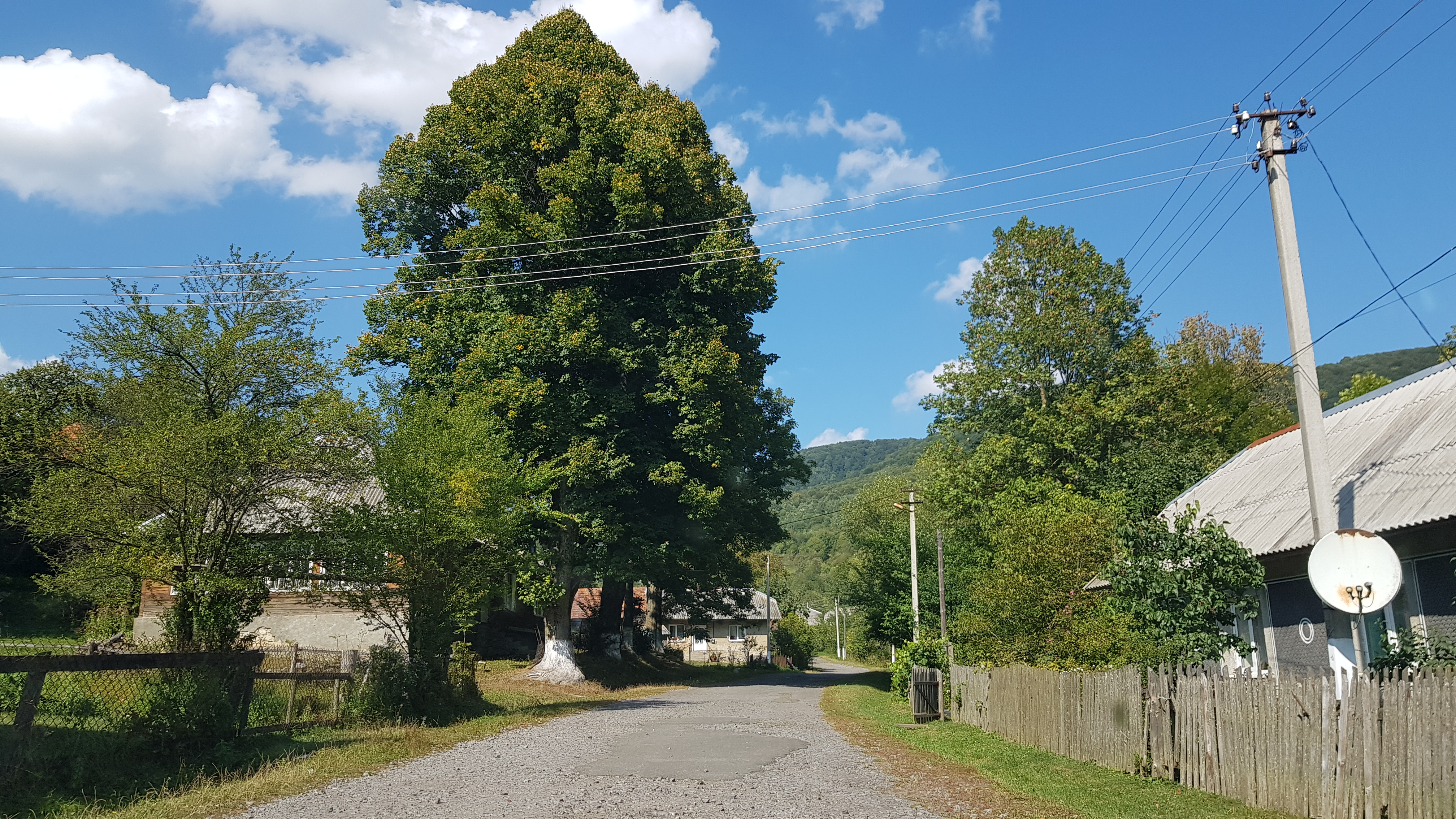

Лу́бня — село у Великоберезнянському районі Закарпатської області. Населення — 212 чоловік. Центр сільської ради. Село розташоване в долині річки Лубні, правої притоки річки Уж. Село знаходиться у найпівнічнішій гірській частині району.

## Географія
Розташоване за 42 км від районного центру, поблизу кордону з Польщею, за 7 км від залізничної станції Ставне.

## Історія

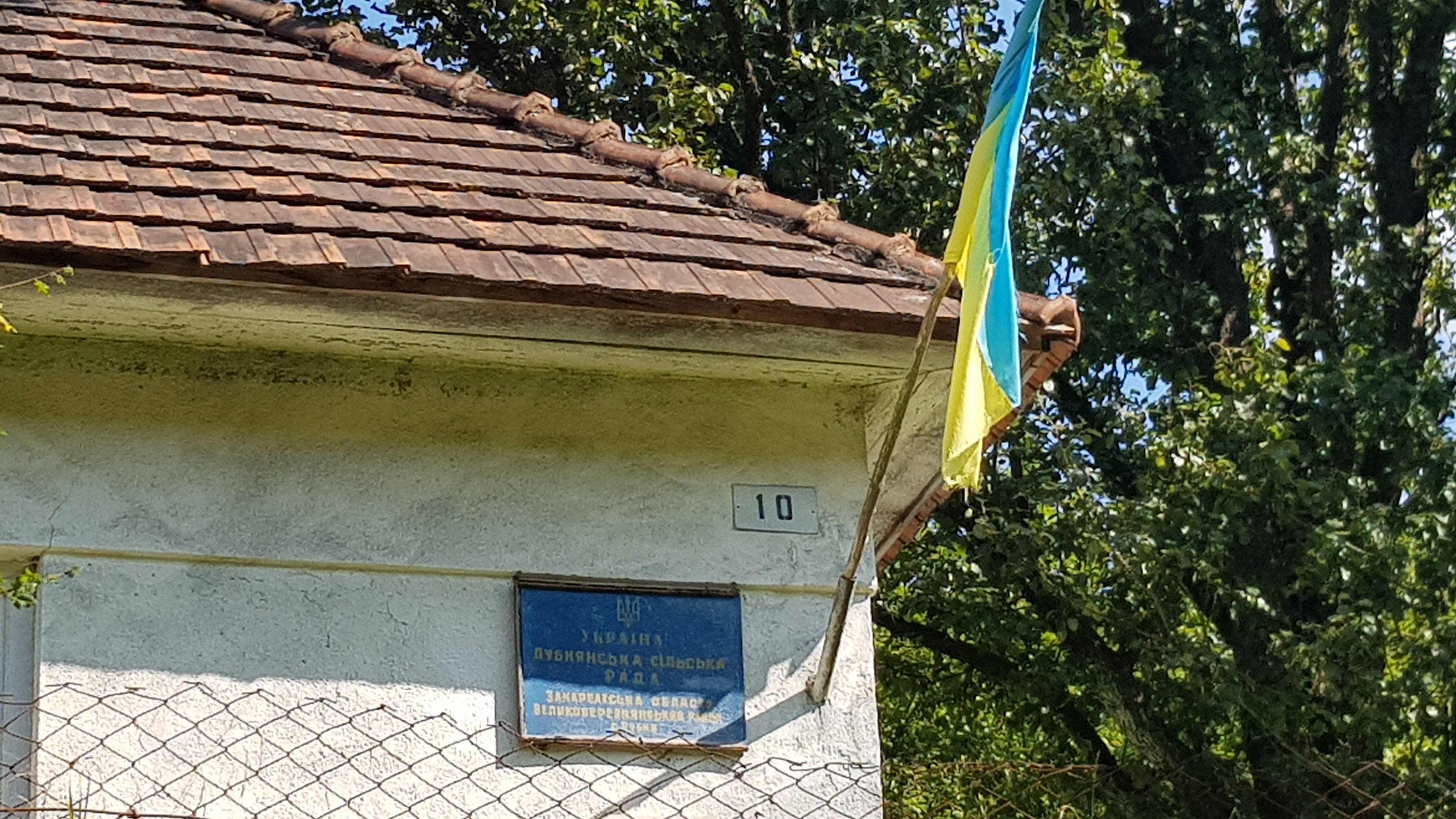

Згадується Лубня в документах за 1631 рік. Село виникла на Lubnya-patak з назвою у 1631-Lubnya. У 1808-Lubnya, Lubná, 1851- Lubnya, 1913-Kiesvölgy.
За народним переказом, назва села походить від того, що перші поселенці тут виготовляли луб (обвід) для решіт. Належало село Ужгородській казенній домінії. Його жителі в більшості випасали худобу і працювали на лісових роботах.
З 1999 року в цій місцевості створено Ужанський національний парк, що є частиною польсько-словацько-українського Міжнародного біосферного заповідника «Східні Карпати». Багато років поспіль ведуться перемовини між українською та польською сторонами про відкриття міжнародного вело-пішого пункту перетину кордону Лубня — Волосате, що дасть додатковий поштовх для розвитку екотуризму в регіоні.
Церква св. пр. Іллі. 1991.
Маленьку дерев'яну церкву збудовано на місці старої церкви, що згоріла в 1990 р. Пожертви на будівництво збирали по всій Ужанській долині, а працювали на споруді місцеві майстри. Організував спорудження священик зі Ставного о. Іван Дупин.
На початку червня 1990 р. привезли дерево з села Бориня на Львівщині, і 17 липня почалася робота. Найбільше старань доклали голова колгоспу М. ПІукаль, майстер із Стужиці Петро Голубка, покрівельник Борис Полянський, М. Мушак, В. Кучірка.
Дзвони встановлено 25 березня 1991 р. Іконостас намалював Володимир Соханич, а нижній ярус — Микола Андрашко. Стіни та склепіння розмалював Олексій Варахоба,

### Кімната-музей
Кімнату-музей створено завідувачкою сільського клубу села Лубня Тетяною Михайлівною Каганець у приміщенні приклубної кімнати у вересні 2004 року. В ньому виставлено 450 експонатів, які зібрані тільки у мешканців села.

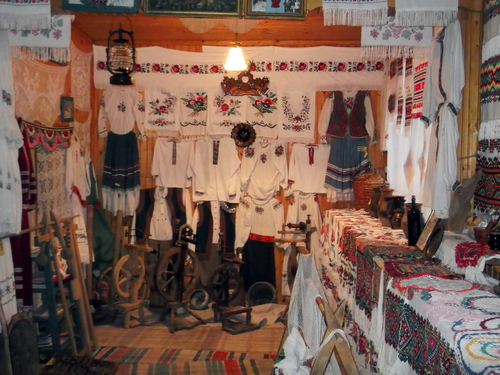
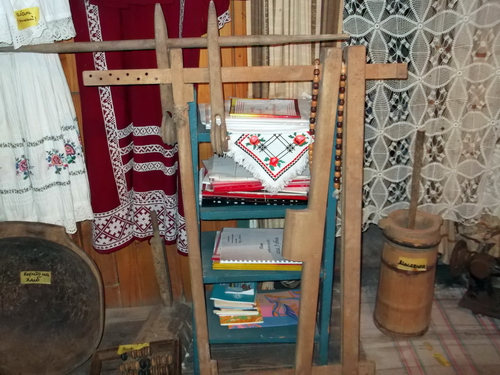
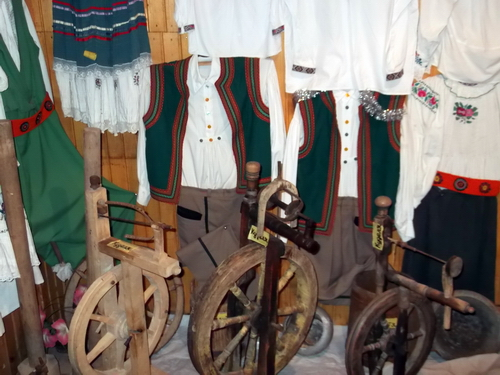
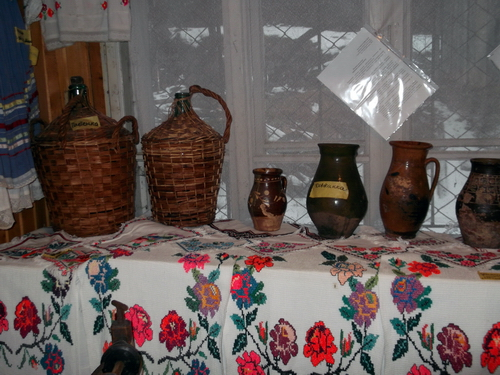
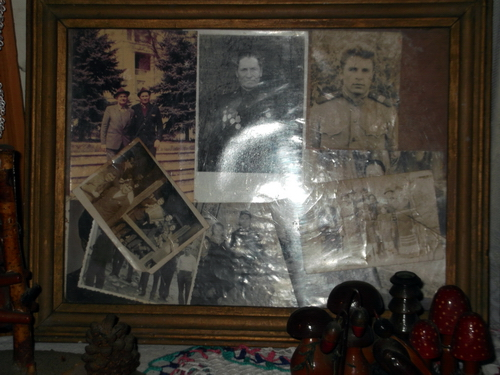
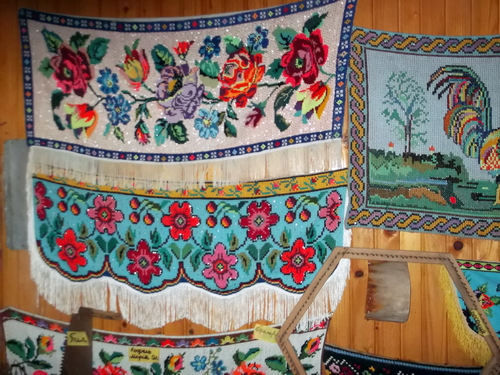

## Населення
Згідно з переписом УРСР 1989 року чисельність наявного населення села становила 287 осіб, з яких 132 чоловіки та 155 жінок.
За переписом населення України 2001 року в селі мешкало 211 осіб.

### Мова
Розподіл населення за рідною мовою за даними перепису 2001 року:
| Мова       | Відсоток |
| ---------- | -------- |
| українська | 99,53 %  |
| російська  | 0,47 %   |

## Туристичні місця
- -  Ужанський національний парк
- - храм св. пр. Іллі. 1991. Довгий час село не мало церкви, але у 1890 тут була збудована дерев'яна церква присвячена пророку Іллі. Церква була однонавною та мала шатер. На жаль, і вона згоріла у 1991.
- - Кімнату-музей  - кордон з Польщею